# Edward Henry Sieveking
Edward Henry Sieveking (24 août 1816-24 février 1904) est un médecin britannique.

## Biographie
Sieveking est né à Bishopsgate, Londres. Il étudie la médecine à l'Université de Berlin auprès de l'éminent physiologiste Johannes Peter Müller, ainsi qu'à l'University College de Londres et à l'Université d'Édimbourg, où il obtient son doctorat en 1841. En 1847, il s'installe à Londres, en Angleterre. En 1851, il est nommé médecin et maître de conférences à l'hôpital St Mary de Londres, où il reste pendant la majeure partie de sa carrière médicale. Il est également médecin au London Lock Hospital et au National Hospital for the Paralysed and Epileptic.
Sieveking a des intérêts nombreux et variés pour la médecine. Il est étroitement impliqué dans la formation des infirmières et le traitement des pauvres, et s'intéresse vivement au traitement de l'épilepsie et d'autres troubles neurologiques. En 1858, il conçoit un esthésiomètre, un appareil permettant de mesurer la sensibilité tactile de la peau.
Il écrit plusieurs livres et est responsable de la traduction des œuvres de Carl von Rokitansky et Moritz Heinrich Romberg de l'allemand vers l'anglais.
Il est nommé médecin ordinaire du prince de Galles (plus tard Édouard VII) en 1863, puis médecin extraordinaire en 1873 et médecin ordinaire de la reine Victoria en 1888. En 1886, Sieveking est fait chevalier par la reine Victoria et, en 1901, le roi Édouard VII le nomme médecin extraordinaire de Sa Majesté. En 1888, il est censeur et vice-président du Royal College of Physicians et soutient fermement les réformes de 1858.
Il est enterré dans la tombe familiale du cimetière Abney Park, Stoke Newington.

## Écrits
- A Treatise on Ventilation (1846)
- The Training Institutions for Nurses and the Workhouses (1849)
- A Manual of Pathological Anatomy, Carl Rokitansky (vol. ii, Londres, 1849) traduit par Sieveking
- A Manual of the Nervous Diseases of Man, Moritz Heinrich Romberg (2 vol., Londres, 1853) traduit par Sieveking
- British and Foreign Medico-Chirurgical Review (éditeur, à partir de 1855)
- On Epilepsy and Epileptiform Seizures, their Causes, Pathology, and Treatment (Londres, 1858 ; 2e éd. 1861)
- A Manual of Pathological Anatomy, avec Charles Handfield Jones (Londres, 1854 ; 2e éd. 1875)
- The Medical Adviser in Life Assurance (Londres, 1874 ; 2e éd. 1882)